# Словацкий национальный совет (1943—1992)
Словацкий национальный совет (словац. Slovenská národná rada) 1943—1992 годов являлся постоянно действующим высшим словацким органом, функции и значение которого значительно различались в разные отрезки времени.

## Периодизация

### Военный период (1943—1945)
Словацкий национальный совет (СНС) был создан в конце 1943 года как совместный орган словацкого коммунистического и некоммунистического сопротивления, заключивших соглашение о сотрудничестве (Рождественское соглашение). Между 1943 и 1944 годами Словацкий национальный совет был лишь одной из словацких групп сопротивления (хотя и значительных), без реального влияния на события. Это положение изменилось с началом Словацкого национального восстания, в первые дни которого лидеры СНС Густав Гусак и Йозеф Леттрих вынудили Вавро Шробара распустить созданный им в Банске Быстрице Революционный национальный комитет и включить его в СНС, который он возглавил.
1 сентября 1944 года Словацкий национальный совет стал законодательным и исполнительным органом на территории, контролируемой повстанцами. Его делегация была направлена в Лондон для переговоров с Эдвардом Бенешем, главой Чехословацкого правительства в изгнании, о полномочиях СНС и чешско-словацких отношениях.

### Период третьей Чехословацкой республики (1945—1948)
После освобождения Праги от немецких войск и возвращения туда правительства Бенеша 10 мая 1945 года было восстановлено довоенное Чехословацкое государство и действовавшая в нём конституция 1920 года, с поправками, по которым было допущено существование словацких национальных органов с ограниченными полномочиями. Для осуществления полномочий в управлении словацкими землями Словацким национальным советом, ставшим законодательным органом, стал формироваться исполнительный Совет уполномоченных (словац. Zbor povereníkov) во главе с председателем (словац. Predseda zboru povereníkov). 
Первоначально СНС формировался кооптацией членов в его состав. В 1946 году он был определён по результатам общенациональных выборов. 
Полномочия СНС были значительно изменены в период с 1945 по 1948 год Пражскими соглашениями, тремя договорами, заключёнными в это время между правительством Чехословакии и СНС, которые определяли взаимосвязи и распределение полномочий между центральными чехословацкими и национально-территориальными словацкими государственными органами. По первому из них, подписанному 2 июня 1945 года, было подтверждено, что СНС обладает всей  исполнительной и законодательной властью в Словакии в части, прямо не переданной центральным органам в Праге, а исполнительным органом СНС является Совет уполномоченных, подотчётный центральному правительству и СНС. Вторым соглашением, подписанным 11 апреля 1946 года, полномочия президента Чехословакии и центрального правительства были значительно расширены, особенно в части замещения должностей государственного аппарата. Третье соглашение, подписанное 28 июня 1946 года после неудачи Коммунистической партии Словакии на прошедших выборах, было направлено на снижения значения победы на них Демократической партии. В рамках соглашения была введена предварительная проверка центральным правительством всех решений, принимаемых в Словакии, а также установлено подчинение словацких министерств соответствующим министерствам в Праге.

### Период «Конституции 9 мая» (1948—1960)
В 1948 году в Чехословакии сложилось так называемое асимметричное национально-государственное устройство: чешская нация не имела своих национально-государственных органов, а словацкая их имела, что создавало определённую степень национально-территориальной автономии для Словакии. При этом центральные органы государственной власти по факту выполняли в чешских землях ту же роль, что словацкие национальные органы в Словакии. В принятой 9 мая 1948 года Конституции Чехословакии (после событий «Победного февраля» и формирования практически однопартийного коммунистического правительства) словацкие национальные органы характеризовались как носители и исполнители государственной власти в Словакии и как представители самобытности словацкой нации.

### Период унитарной Конституции ЧССР (1960—1969)
После провозглашения Чехословакии социалистической республикой новой Конституцией Словацкий национальный совет был полностью лишён исполнительских функций (ликвидирован его Совет уполномоченных), оставшись представительным органом, вторичным по отношению к Национальному собранию ЧССР, сохранив в этом элементы асимметричного национально-государственного устройства.

### Период федерации (1969—1992)
1 января 1969 года (в соответствии с Конституционным законом № 143 от 28 октября 1968 года) Чехословацкая социалистическая республика стала федерацией двух равноправных государств — Чешской (чеш. Česká socialistická republika) и Словацкой (словац. Slovenská socialistická republika) социалистических республик.
Словацкий национальный совет получил право формировать республиканское правительство (словац. vláda Slovenskej socialistickej republiky) со значительным объёмом полномочий.
1 октября 1992 года в новой Конституции Словацкой республики её парламент получил название Национальный совет Словацкой Республики.

## Выборы в Словацкий национальный совет
- Выборы в Словацкий национальный совет (1946) — не прямые
- Выборы в Словацкий национальный совет (1948)[чеш.]
- Выборы в Словацкий национальный совет (1954)[чеш.]
- Выборы в Словацкий национальный совет (1960)[чеш.]
- Выборы в Словацкий национальный совет (1964)[чеш.]
- Выборы в Словацкий национальный совет (1968)[чеш.] (запланированные, нереализованные)
- Выборы в Словацкий национальный совет (1971)[чеш.]
- Выборы в Словацкий национальный совет (1976)[чеш.]
- Выборы в Словацкий национальный совет (1981)[чеш.]
- Выборы в Словацкий национальный совет (1986)[чеш.]
- Выборы в Словацкий национальный совет (1990)[чеш.]
- Выборы в Словацкий национальный совет (1992)[чеш.]